# Wolfgang Kramer
Wolfgang Kramer, född den 29 juni 1942 i Stuttgart, är en tysk konstruktör av brädspel. Han hade tidigare arbetat som produktionschef och datorforskare innan han 1989 började arbeta fullt ut som spelkonstruktör. Kramer har designat över 100 spel, varav flera antingen har nominerats eller vunnit utmärkelser vid Spiel des Jahres. Han samarbetar ofta med andra spelkonstruktörer såsom Michael Kiesling och Richard Ulrich. Sättet som vissa brädspel har poängräkningen runt kanten på brädet benämns på tyska för "Kramerleiste", vilket är en hyllning till Kramer. Förutom att vara spelkonstruktör har Kramer även skrivit några böcker, bland annat Der Palast der Rätsel och Die Rätsel der Pyramide.

## Ludografi (urval)
- 6 Nimmt!
- Asara
- Auf Achse'
- Colosseum
- Corsaro
- El Grande
- Hacienda
- Heimlich & Co.
- Java
- Maharaja
- Mexica
- Niki Laudas Formel 1
- Pete the Pirate
- Princes of Florence
- The Walking Dead Card Game
- Tikal
- Tikal II
- Torres
- Verflixxt!